# ビーチウォーカーズ
ビーチウォーカーズ（beachwalkers.）は、株式会社ビーチウォーカーズを中心に、国内外複数の企業で構成している企業グループ。

## 概要
モノ創りを通じて世界に向けた、”新たなライフスタイルの価値”を創造することを目標としている団体。
所属する企業の代表はクリエイターであり、クリエイティブマインドとビジネスマインドの融合を志している。
グループ内には、食、建築、エンターテイメント、文化教養など多岐に渡る分野の会社がある。飲食店は各ジャンルあり、建築はショッピングモールや住宅のデザイン＆建設に加えて不動産も取り扱う。エンターテイメントでは、映画、舞台、音楽、アパレルの会社を保有し、企画発案から製作、宣伝まで一通り、グループ内で実行しているプロジェクトもしばしば。その他、各分野の著名人、委員会、企画などを支援している。
2年ごとに開催される芸術の祭典であるシンガポールビエンナーレ2013では、サポーターとして「Patron of Heritage Awards 2013」を受賞した。

## グループ企業

### 純粋持株会社
- 株式会社ビーチウォーカーズ

### 飲食 / レストラン・カフェ・バー
- Borracho
- CAVE Cinderella
- 蕎麦おさめ
- FEEL ALOHA Cafe
- 海to里

### デザイン / 企画・建築・施工・不動産
- SEA Design
- Beach side Studio
- DO THE GARDEN
- abanba

### エンターテインメント / 映画・舞台・製作・配給・宣伝 ・イベント
- CORNFLAKES
- Fishwalking
- DonPus
- sevenwalk
- EOMAF

### マネジメントエージェンシー / 俳優・女優・モデル・歌手・キャスティング
- ビーチウォーカーズ・マネージメントグループ（beachwalkers management group）
- ブルースカイウォーカーズ（blueskywalkers）
- ニューウォーカーズ（new walkers）
- ティースタイル・マネージメント（Tstyle management）
- オーディションズ（Auditions）
- オーウェン（OWEN）

### 文化教養 / 留学・服飾
- ENGINE
- walkers.
- vandori
- beachme
- South beach
- wabisabi
- AKY
- MBS

## 主な製作、協賛
- 映画
  - 『栞』2019年2月
  - 『ブレス』2019年２月
  - 『デイアンドナイト』2019年1月
  - 『goesby』2018年10月
  - 『古都』 2016年12月
  - 『死憶 THE BRIDE』(台湾) 2015年8月
  - 『忘れないと誓ったぼくがいた』 2015年3月
  - 『最後の命』 2014年11月
  - 『一分間だけ』 2014年5月
  - 『ハロー！ 順一』 2014年2月
  - 『センチメンタルヤスコ』 2012年4月
  - 『NIGIRI』

- ドラマ
  - 「逃亡料理人ワタナベ」2019年3月

- 宣伝
  - 『チア男子!!』２０１９年5月
  - 「新宿スワンⅡ」2017年1月
  - 『内村さまぁ〜ず THE MOVIE エンジェル』 2015年9月
  - 『新宿スワン』 2015年5月
  - 『KANO 1931海の向こうの甲子園』 2015年1月
- TV番組
  - 『KISS HOTEL』(台湾) 2015年5月
  - 『東京オーディション（仮）』(東京MX) 2015年4月

- 舞台
  - CORNFLAKES
    - 『黒薔薇アリス』2017年5月
    - ダンガンロンパ
      - 『ダンガンロンパ3 TEH STAGE 2018 〜The End of 希望ヶ峰学園〜』2018年7月〜
      - 『スーパーダンガンロンパ2 THE STAGE 〜さよなら絶望学園〜』2017年3月
      - 『ダンガンロンパ THE STAGE 2016』 2016年6月
      - 『スーパーダンガンロンパ2 THE STAGE 〜さよなら絶望学園』 2015年12月
      - 『ダンガンロンパ THE STAGE 〜希望の学園と絶望の高校生』 2014年10月

    - 『グッバイシェイクスピア!!!』 2014年6月
    - 『博士と太郎の異常な愛情2013』 2013年7月
    - 『雷神〜RAIJIN〜』 2012年7月
    - 『体感季節』 2012年5月

- イベント
  - 六本木アートナイト 2017 2017年9月
  - 夢開眼・金龍昇天の朝日[6]
  - 『世界遺産 下鴨神社 糺の森の光の祭』 supported by beachwalkers. 2016年8月17日 - 31日

- - 東京ガールズコレクション
    - マイナビ presents 第28回 東京ガールズコレクション 2019 SPRING/SUMMER 2019年3月30日
    - マイナビ presents 第27回 東京ガールズコレクション 2018 AUTUMN/WINTER 2018年9月1日
    - プレステージ・インターナショナル presents TGC TOYAMA 2018 by TOKYO GIRLS COLLECTION 2018年7月21日
    - TGCファッションセレモニー at 国連ニューヨーク本部 2018年5月31日
    - マイナビ presents第26回 東京ガールズコレクション2018 SPRING/SUMMER 2018年3月31日
    - マイナビ presents 第25回 東京ガールズコレクション 2017 AUTUMN/WINTER 2017年9月2日
    - 『TGC CAMPUS 2017 Spring Edition 』2017年5月21日
    - 『東京ガールズコレクション 2017 S/S』2017年3月25日
    - 『TGC CAMPUS 2016 Spring Edition』2016年5月
    - 『東京ガールズコレクション’16s/s』2016年3月
    - 『TGC campus X'mas Edition』2015年12月
    - 『東京ガールズコレクション’15a/w』2015年9月
    - 『東京ガールズコレクション’15s/s』2015年2月
    - 『東京ガールズコレクション’14a/w』2014年9月

- - TOKYO GIRLS RUN
    - TOKYO GIRLS RUN ーSeason 2019-2020ー
    - TOKYO GIRLS RUN ーSeason 2018-2019ー

- - RIZIN|『RIZIN
    - RIZIN.18
    - RIZIN.17
    - RIZIN FIGHTING WORLD GRAND-PRIX 2016 12月
    - 『RIZIN FIGHTING WORLD GP 2015』2015年12月

- - 土屋アンナ
    - 土屋アンナ『Justin Davis presents 「THINK! FEEL! and LIVE!」supported by beachwalkers.』2015年12月
    - 土屋アンナ『beachwalkers. presents LUCIFER Night』

- - May J.
    - May J. 『beachwalkers. presents May J. Spring Tour 2015 ~Re Birthday』]2015年
    - May J. 『beachwalkers. presents May J. TOUR 2014 ~massage for tomorrow』]2014年

- - 『TAIWANDERFUL 台ワンダフル』（宣伝協力）2015年8月

- - 『日本女子博覧会』2014年

- MUSIC CIRCUS FUKUOKA 2018年8月18日
- MUSIC CIRCUS'17　2017年8月

- - 渋谷Club Camelot『Sunday Beach』]2014年(毎月第1日曜)

- - 『さぬき映画祭2014』2014年2月

## 受賞
シンガポールビエンナーレ2013にて「Patron of Heritage Awards 2013」受賞